# Anders Appelgren
Anders Appelgren, född 1670, död 20 juni 1716, var en svensk officer.

## Biografi
Anders Appelgren var son till presidenten i kammarrevisionen Nils Appelgren. Han blev löjtnant vid fortifikationen i Livland 1693, fänrik vid livgardet till fot 1694, löjtnant där 1696, kapten 1700 och major 1706. Den 14 januari 1709 blev han överste och chef för Östgöta infanteriregemente. 

### Karl XII:s fälttåg
Appelgren deltog med utmärkelse i alla Karl XII:s fälttåg 1700-09. Under fälttåget i Ryssland 1707-09 var han chef för gardets grenadjärbataljon. Det var Appelgren som med 300 grenadjärer under kungens befäl gick först över Weichsel och i slaget vid Holowczyn gick hans bataljon främst bland de trupper som först över Vabitj med uppgift att skilja ryssarnas norra grupperingar mot centern. I september 1708 var han med på Anders Lagercronas olyckliga expedition och skickades i november samma år sedan Karl XII gått över Desna med ett detachement om 400 man i förväg till Baturyn för att där slå en bro över Sejm. 
Appelgren tillfångatogs av ryssarna i slaget vid Poltava 28 juni 1709. Under hela sin fångenskap vistades han i närheten av Moskva. Av Carl Piper föreslogs han till utväxling jämte denne själv mot prinsen av Imeretien och Ivan Trubetskoj, och fördes därför i slutet av 1710 till Sankt Petersburg. Utväxlingen blev dock aldrig av, och i början av 1711 fick Appelgren återvända till Moskva. I slutet av 1714 blev Appelgren överfallen och misshandlad av en ung bojar. Han fördes till Jerusalemklostret, där han avled.